# Розовка (Ставропольский край)
Ро́зовка — село в Минераловодском районе (городском округе) Ставропольского края.

## Варианты названия
- Разовка[2]

## География
Расстояние до краевого центра: 114 км.
Расстояние до районного центра: 27 км.

## История
Основано в 1912 году.
До 1917 — Ставропольская губерния, Александровский (Пятигорский) уезд, Марьино-Колодцевская волость. Немецкое село.
До 2015 года село было административным центром упразднённого Розовского сельсовета.

## Население
| 1920 | 1989 | 2002  | 2010  | 2014  | 2021  |
| ---- | ---- | ----- | ----- | ----- | ----- |
| 370  | ↗908 | ↗1082 | ↗1172 | ↘1100 | ↗1127 |

По данным переписи 2002 года, 82 % населения — русские.

## Инфраструктура
- Администрация Розовского сельсовета[10]
- Социально-культурное объединение[11]
- Библиотека. Действует с 1953 года. Более 20 тысяч томов

## Образование
- Детский сад № 32 «Золотой ключик»[12]
- Средняя общеобразовательная школа № 9[13]
- Детский дом (смешанный) № 2 «Золотой ключик». Открыт 7 апреля 1999 года[14] (по другим данным - 14 декабря  2000 года[15]).

## Памятники
- Братская могила красных партизан, погибших в годы гражданской войны, и советских воинов, погибших при освобождении села от фашистских захватчиков[16]